# Велики Скочај
Велики Скочај је насељено мјесто у Босни и Херцеговини, у општини Бихаћ, које административно припада Федерацији Босне и Херцеговине. Према попису становништва из 1991. у насељу је живјело 323 становника.

## Становништво
| Националност       | 1991.        |
| Хрвати             | 316 (97,83%) |
| Срби               | 3 (0,92%)    |
| Југословени        | 2 (0,61%)    |
| остали и непознато | 2 (0,61%)    |
| Укупно             | 323          |